# Iglesia de Santa Ana (Elda)
La Iglesia de Santa Ana es la parroquia más antigua de Elda (Provincia de Alicante, España). 

## Características
Fue fundada en 1528 sobre los restos de una mezquita existente, por orden de Juan Francisco Pérez Calvillo Coloma (II Señor de Elda). De planta cuadrada, con el paso del tiempo se fue ampliando añadiéndose capillas como la de la Santísima Virgen de la Salud y la del Santísimo Cristo del Buen Suceso. Tenía una torre campanario de influencia neoclásica y otra inacabada. 
Poseía un retablo mayor con tallas del escultor Jerónimo Esteve Bonet. Además, la Capilla del Rosario guardaba unas pinturas de Cristóbal Llorens que databan del siglo XVI. Entre las obras artísticas que fueron pasto de las llamas, había una escultura de la Virgen realizada por el escultor y restaurador oriolano Antonio Perales; óleos representando a los Doctores de la Iglesia del pintor y escultor Fray Antonio de Villanueva, que además pintó dos lienzos colocados en la capilla de la Virgen. Pero en la desaparecida iglesia había muchas otras obras de arte realizadas por imagineros, talleres de bordado, tallistas de madera, talleres de orfebrería y que destacaban, entre otros, Francisco Tormo, en el dorado de los tronos; Pedro Juan Begerot, en el bordado de los mantos de la Virgen; Francisco Esteban tallista o el orfebre Antonio Martínez.

## Historia reciente
El templo fue totalmente destruido en 1936 por exaltados izquierdistas, a pesar de los intentos del alcalde anarquista Manuel Bellot por evitarlo. La iglesia fue saqueada, y posteriormente incendiada y destruida. En ella se perdieron ambas imágenes históricas de los Santos Patronos de la ciudad, así como otras diversas tallas, retablos, pinturas, etc. Así mismo en aquel acontecimiento fue asesinado el párroco de la misma, Luis Abad, y otros católicos practicantes, de los cuales hoy reposan sus restos en el interior de la misma.
Una vez finalizada la Guerra Civil, comenzó a ser reconstruida a partir del año 1939 sobre los restos de la antigua. Pese a que se intentó darle una morfología similar, su forma y aspecto no es igual, y el valor arquitectónico, tanto de sus interiores como de sus pórticos, no se pudo recuperar. Durante la década de los años 50, el párroco José María Amat Martínez, realizó una gran labor de reconstrucción con la puesta en marcha de varias campañas públicas de recogida de fondos para dotar a la Iglesia de baldosas de mármol, mobiliario, iluminación, restituir los altares principales en las capillas de la Virgen de la Salud y Cristo del Buen Suceso, Santos Patronos de la ciudad. Posteriormente se han llevado a cabo varias remodelaciones, como la realizada por Enrique Garrigós Miquel en la que se añadieron balcones laterales y adornos en la cúpula, creándose además la Capilla del Sagrario o el Museo Parroquial.
En 2004 se realizó otra reforma con motivo de la celebración del IV Centenario de la llegada de los Santos Patronos a la ciudad, repintándose en su totalidad el interior del templo, cambiando las vidrieras del altar mayor, cúpula y nave central y sustituyendo la iluminación. Esta última remodelación le dio a la iglesia muchísimo esplendor y belleza pues las vidrieras nuevas y la iluminación han engrandecido aún más si cabe la belleza de esta iglesia, esta remodelación fue realizada siendo el párroco titular D. José Navarro
En 1998 fue inaugurado su Centro Parroquial, a espaldas de la iglesia en la calle José Amat y Sempere, dando salida a las numerosas actividades que se llevan a cabo en la parroquia dado que en la misma no se disponía de espacio suficiente.